# Joris van der Haagen

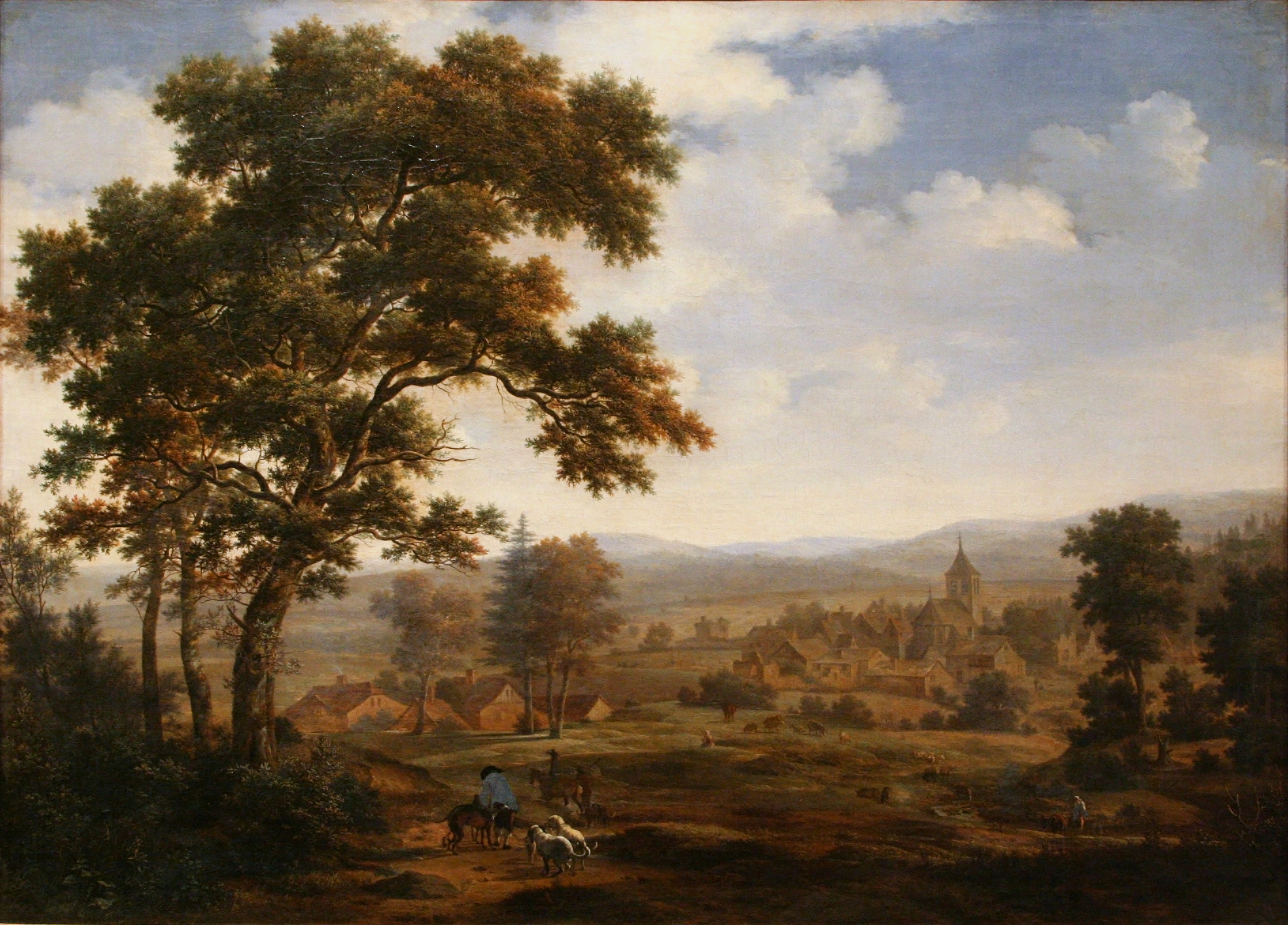
Dorpsgezicht, Musée des Beaux-Arts d'Angers

Joris Abrahamsz. van der Haagen (Arnhem, ca. 1615 - Den Haag, 1669) was een Nederlands kunstenaar, schilder en tekenaar in de barok-periode.
Joris van der Haagen groeide op in Arnhem. Na de dood van zijn vader, schilder Abraham van der Haagen, verhuisde hij in 1639 naar Den Haag, waar hij zich in 1643 bij het Haagse schildersgilde voegde en daar verschillende hoge posities bekleedde. Een jaar later werd hij ereburger van de stad Den Haag. Hij verliet het gilde en richtte in 1656 met een collega het kunstenaarsgilde Confrerie Pictura op.
Joris van der Haagen was vooral bekend om zijn landschapsportretten en panorama's, zowel in schildervorm als in technisch tekenvorm. Hij heeft onder meer samengewerkt met Dirck Wyntrack, Paulus Potter, Ludolf de Jongh, Jan Wijnants en Nicolaes Berchem.